# 太平洋深海鰩
太平洋深海鰩（學名：Bathyraja pacifica），為軟骨魚綱鰩目單鰭鰩科深海鰩屬的一種，分布於西南太平洋紐西蘭海域，深度1760至1789公尺，本魚體盤呈凹陷的四邊形，頂端窄圓，吻部長而寬，長度為眶間寬度的4倍，皮膚薄，幾乎完全呈半透明白色，背盤幾乎完全沒有細小的刺，尾部有16根刺，體長可達122公分，棲息在深海沙泥底質海域，為底棲性魚類，卵生，屬肉食性，生活習性不明。